# Пааво Лотйонен

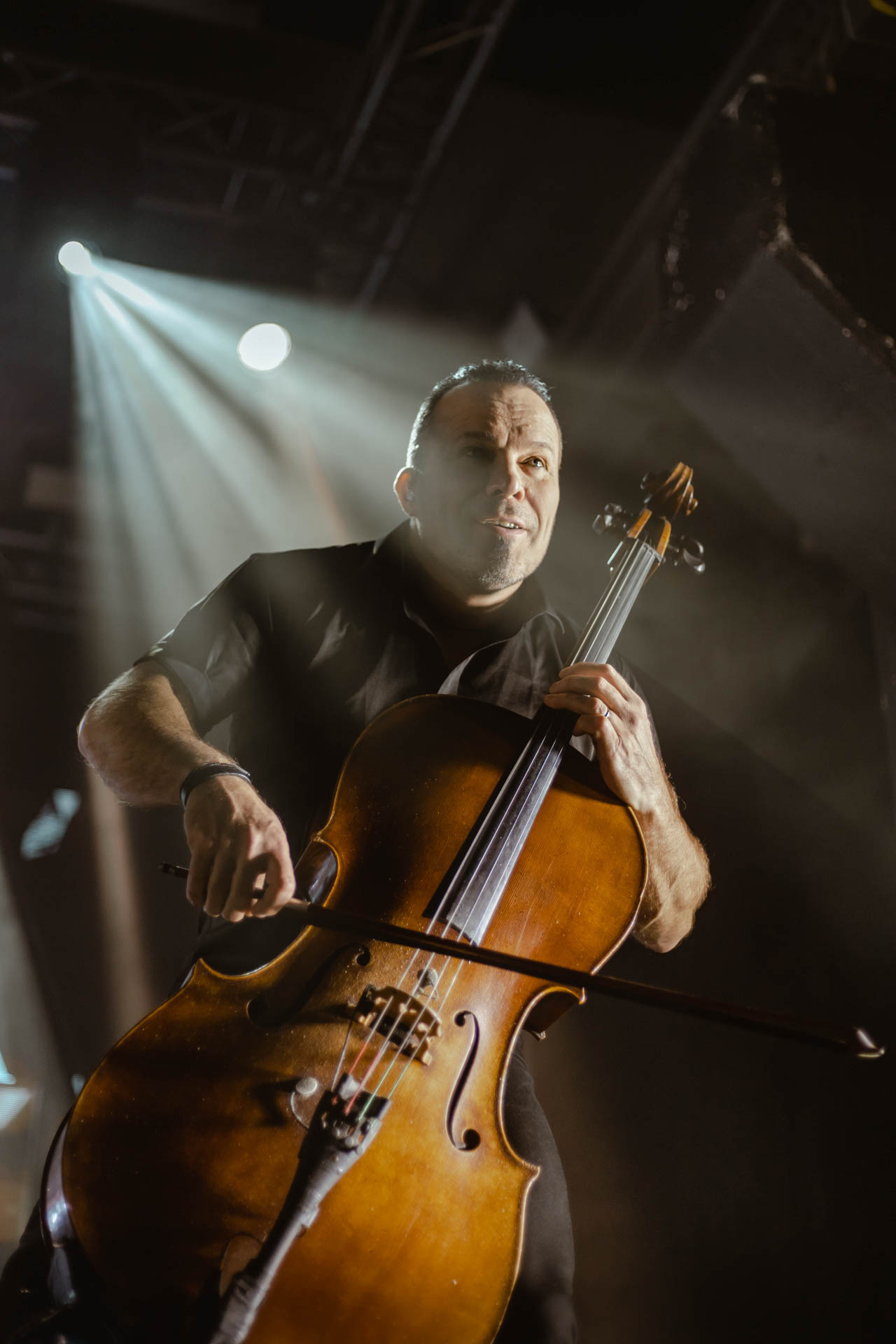
Apocalyptica 2023 Poland

Паа́во Ло́тйонен (фін. Paavo Lötjönen) — віолончеліст фінського гурту Apocalyptica.
Пааво походить з сім'ї, де обоє батьків були професійними музикантами. У шість років він вперше бере до рук віолончель та вирішує грати на ній усе життя. Так само як і друзі з гурту Апокаліптика, Пертту Ківілааксо і Ейкка Топпінен, закінчив Академію імені Сібеліуса у Гельсінкі.
Двадцять років по тому Пааво отримує диплом «Соліста віолончеліста» у Академії імені Сібеліуса та починає працювати вчителем гри на віолончелі у музичних школах. Також він грав у Фінській державній опері. Пааво грає на віолончелі Gulbrandt Enger 1882 року з струнами R. Wainio.
Окрім роботи з Апокаліптикою, Пааво вчителює гри на віолончелі та є інструктором з лещатарства. Також він захоплюється стрибками з парашутом, віндсерфінґом та водними лижами.
Дружина Пааво за фахом юрист, у них троє дітей — сини Окко (нар. 2003) та Акі (нар. 2006) та донька Анна (нар. 2007).

## Інструмент
Віолончель: Gulbrand Enger «Sugar Kane» 1882 року, Смичок: R. Wainio 1985 року, Струни: Spirocore Wolfram та Larsen.